# Клайн, Эрнест
Эрнест Клайн (р. 29 марта 1972) — американский писатель, сценарист и декламатор. Прежде всего известен как автор двух научно-фантастических романов — «Первому игроку приготовиться» (2011) и «Армада» (2015). Также стал сценаристом фильма «Первому игроку приготовиться» (2018), экранизации его одноимённой книги.

## Биография
Родился в Эшленде, Огайо, США. Сын Файе Имоджин (Уильямс) и Эрнеста Кристи Клайна. У него есть младший брат Эрик, ставший майором Корпуса морской пехоты США и специализирующийся на обезвреживании взрывоопасных предметов. В 2016 году женился на Кристин О’Киф Эптович, поэтессе и писательнице-документалистке. Со своей будущей женой встретился в 1998 году на Национальном слэм-турнире. Любимой видеоигрой Клайна является аркадный платформер «Black Tiger», играющий важную роль в сюжете его романа «Первому игроку приготовиться».

## Слэм
В 1997—2001 годах Клайн участвовал в Остинском слэм-турнире, где дважды одерживал победу (в 1998 и 2001 годах). Также в составе остинских слэм-команд принял участие в Национальном остинском слэм-турнире в 1998 году и в Национальном сиэтловском слэм-турнире в 2001 году. Среди самых известных стихотворений Клайна: «Танцуйте, обезьянки, танцуйте» (англ. Dance, Monkeys, Dance), «Нёрдовское авторское порно» (англ. Nerd Porn Auteur) и «Когда я был ребёнком» (англ. When I Was a Kid).

## Сценарии
В 1996 году Клайн написал и разместил в свободном доступе в Интернете сценарий-фанфик «Бакару Банзай против мировой преступной лиги», который объявлялся продолжением фильма «Приключения Бакару Банзая: Через восьмое измерение» (1984).
В 1998 году Клайн стал автором сценария «Фанаты», который вызвал локальный интерес в Остине: в частности, кинокритик Гарри Ноулз вспомнил о нём на своем сайте «Не крутые ли это новости?». В конце 2005 года кинокомпания «The Weinstein Company» выкупила сценарий «Фанатов» а в 2009 году вышел в свет одноимённый фильм, где главные роли исполнили Сэм Хантингтон, Крисс Маркетт, Дэн Фоглер, Джей Барушель и Кристен Белл.
Летом 2008 года кинокомпания «Lakeshore Entertainment» сообщила о своих планах экранизировать сценарий Клайна «Сандеркейд», рассказывающий о взрослом игромане, отправляющемся на крупнейший в мире игровой чемпионат «Сандеркейд», чтобы вернуть себе свою былую славу, после того как один тинейджер побил его собственный подростковый рекорд.
Кроме того, Клайн был нанят для написания сценариев для экранизаций его же романов — «Первому игроку приготовиться» и «Армада».

## Художественные произведения
В июне 2010 года Клайн продал свой первый научно-фантастический роман «Первому игроку приготовиться» издательству «Crown Publishing Group», а права на экранизацию романа получила кинокомпания «Warner Bros.». Десять месяцев спустя вышло в свет издание книги одновременно в твёрдом и мягком переплётах, а Клайн в своем блоге сообщил, что обе обложки содержат виртуальное пасхальное яйцо — ссылку на серию игр, которые нужно пройти и в конце установить мировой рекорд. Главным призом соревнования стал спортивный автомобиль DeLorean 1981 года. В 2012 году победу одержал участник по имени Крэг Квин. В том же 2012 году это произведение получило премию «Прометей» за лучший роман.
Второй научно-фантастический роман писателя, «Армада», вышел 14 июля 2015 года. 7 декабря 2015 года стало известно, что Клайн продал права на экранизацию книги кинокомпании «Universal Pictures» и получил за это семизначную сумму. В августе 2015 года появилась информация, что писатель работает над своим третьим романом — «Второму игроку приготовиться».
О третьем романе Клайна было объявлено в августе 2015 года. Было подтверждено, что этот роман будет продолжением книги «Первому игроку приготовиться». Роман называется «Второму игроку приготовиться» (англ. Ready Player Two), который вышел в свет 24 ноября 2020 года.
По мнению Майкла Гроссберга, журналиста газеты «The Columbus Dispatch», «закрученные романы и написанные для Голливуда сценарии уроженца Огайо Эрнеста Клайна, отражающие его увлечённость виртуальной реальностью и аркадными ретро-играми, неизменно хороши».